# Josef Trimborn
Johann Wilhelm Josef Trimborn (* 17. Januar 1905 in Eschweiler; † 1994) war ein deutscher Architekt und Ministerialbeamter.

## Leben und Wirken
Trimborn studierte in München und Aachen Architektur und arbeitete als Hochschulassistent. 1933/34 ist er als Architekt in Aachen nachweisbar. Ab 1936 stand er im Dienst der Reichspost, zunächst in Erfurt, ab Oktober 1940 als Postbaurat in Hamburg. Nach Kriegsende 1945 war er zunächst wieder als freier Architekt tätig.
1950 wurde Trimborn an die Spitze einer Baudienststelle der Deutschen Bundespost in Bonn berufen, die deren Bauprojekte in der neuen Bundeshauptstadt planen sollte. Sein größtes Projekt war hier der Neubau des Bundespostministeriums, des gemeinsam mit dem gleichzeitig entstandenen Auswärtigen Amt ersten Ministeriumsneubaus in Bonn. Ab 1956/57 wohnte Trimborn in Bad Godesberg. 1958 wurde er vom Oberpostdirektor zum Ministerialrat im Bundesministerium für das Post- und Fernmeldewesen befördert. Die Erweiterung des vormaligen Bundespostministeriums für das Auswärtige Amt um einen Kantinenbau Ende der 1980er-Jahre erfolgte in Absprache mit Trimborn.
Am 11. Juni 1970 wurde Trimborn mit dem Bundesverdienstkreuz 1. Klasse ausgezeichnet.

## Bauten
- 1946–1950: Prüm, Krankenhaus[3]
- 1950: Bonn-Nordstadt, Mackestraße, Wohnsiedlung für Bedienstete des Bundespostministeriums[3][13]
- 1953–1955: Bonn-Gronau, Adenauerallee 81–83, Gebäude des Bundesministeriums für das Post- und Fernmeldewesen (Gartenarchitekt: Friedrich Schaub)
- 1954: Bonn-Südstadt, Reuterstraße 65, Fernmeldeamt (Gartenarchitekt: Friedrich Schaub)[14][15]

## Veröffentlichungen
- Bundesministerium für das Post- und Fernmeldewesen in Bonn. In: Baumeister, 55. Jahrgang, Heft 1 (Januar 1958), S. 1–15.